# Якупов, Харис Абдрахманович
Харис Абдрахманович Яку́пов (23 декабря 1919, Казань — 17 февраля 2010, Казань) — советский, татарский и российский художник-живописец, педагог. Народный художник СССР (1980). Лауреат Сталинской премии третьей степени (1951), Государственной премии РСФСР им. И. Е. Репина (1976), Республиканской премии имени Габдуллы Тукая (1958). Академик Российской академии художеств (1997).

## Биография
Родился в рабочей семье. Окончил Казанское художественное училище в 1939 году. Учился у Н. К. Валиуллина.
В январе 1940 года призван в армию. С первых дней войны находился в рядах действующей армии. Участвовал в боях на Курской дуге, Украине, Польше, Чехословакии и Германии. Принимал участие в освобождении Освенцима. День Победы 9 мая встретил в Праге в звании старшины. Всю войну прошёл не расставаясь с карандашом и бумагой. В трёх сохранившихся альбомах художника — целая галерея фронтовых зарисовок и портретов советских солдат и офицеров.
После демобилизации с 1946 года — в СХ СССР и Художественном фонде Татарской АССР. В 1946 году учился в Центральной студии Всекохудожника в Москве у Б. В. Иогансона.
С 1948 по 1952 год преподавал в Казанском художественном училище.
С 1951 по 1975 год занимал пост председателя правления Союза художников Татарской АССР. За эти годы при его непосредственном участии в Казани появились Дом художника, Музей изобразительных искусств, Выставочный зал, мастерские художников. Также большое внимание уделял развитию изобразительного искусства в районах Татарстана.
С 1976 по 2007 годы руководил творческой мастерской живописи Академии художеств России в Казани.
Внёс существенный вклад в становление школы советской татарской живописи как автор исторических и жанровых картин, портретов, пейзажей («Перед приговором», 1954; «Сильные люди». 1963; «Пролог», 1970; «Челнинские красавицы», 1975; «Мои шалинцы», 1985 и др.). Также проиллюстрировал много изданий Татарского книжного издательства («Опозоренные» М. Гафури (1950), «Татарские народные сказки» (1955—1956)).
Участник международных, всесоюзных, всероссийских, зональных, республиканских и персональных выставок.
Много времени отдавал литературному творчеству и является автором 7 книг.
Член-корреспондент АХ СССР (1973). Действительный член РАХ (1997). Член Союза художников СССР.
Член ВКП(б) с 1942 года. Депутат Верховного Совета СССР (1971—1974). Депутат Верховного Совета Татарской АССР (1955—1959, 1963—1967), член президиума Верховного Совета Татарской АССР (1975).
Умер 17 февраля 2010 года в Казани. Похоронен на Арском кладбище.
Произведения художника находятся в Государственной Третьяковской галерее, Музее искусства народов Востока, Государственном историческом музее в Москве, Государственном музее изобразительных искусств РТ, картинной галерее Набережных Челнов, Музее изобразительных искусств Бурятской ССР, Чувашском государственном художественном музее, Музее изобразительных искусств Пхеньяна (Северная Корея) и др. В Национальной художественной галерее «Хазинэ» (Казань) в 2005 году открыт зал постоянной экспозиции произведений выдающегося художника.

### Семья
Жена — Рушания Мустафовна Якупова (1928—2017), живописец, уроженка Оренбургской области. Народный художник Республики Татарстан.
Сыновья Фарид Якупов (р. 1951), живописец, выпускник Ленинградского института живописи, скульптуры и архитектуры им. И. Е. Репина. Народный художник Республики Татарстан.  Анвар Якупов (1954—1999), художник, выпускник Ленинградского высшего художественно-промышленного училища им. В. И. Мухиной. Айдар Якупов (р. 1957), выпускник Казанского государственного университета.

## Награды и звания
- Заслуженный деятель искусств Татарской АССР (1957)
- Заслуженный деятель искусств РСФСР (1957)
- Народный художник РСФСР (1963)
- Народный художник СССР (1980)[1]
- Сталинская премия третьей степени (1951) — за картину «Подписание декрета об образовании Татарской АССР» (с Л. А. Фаттаховым)
- Государственная премия РСФСР имени И. Е. Репина (1976) — за картины «Челнинские красавицы», «Передовые животноводы — пастухи Н. Зиганшин, Ш. И Г. Шакуровы»
- Республиканская премия имени Габдуллы Тукая (1958)
- Орден «За заслуги перед Отечеством» IV степени (1998) — за заслуги перед государством, большой вклад в укрепление дружбы и сотрудничества между народами, многолетнюю плодотворную деятельность в области культуры и искусства[2]
- Орден Ленина
- Два ордена Отечественной войны II степени
- Орден Красной Звезды
- Орден Дружбы народов
- Орден «Знак Почёта»
- Орден «За заслуги перед Республикой Татарстан»
- Медаль «За боевые заслуги»
- Медаль «В ознаменование 100-летия со дня рождения Владимира Ильича Ленина»
- Медаль «За победу над Германией в Великой Отечественной войне 1941-1945 гг.»
- Медаль «Двадцать лет победы в Великой Отечественной войне 1941—1945 гг.»
- Медаль «Тридцать лет Победы в Великой Отечественной войне 1941-1945 гг.»
- Медаль «Сорок лет Победы в Великой Отечественной войне 1941-1945 гг.»
- Медаль «50 лет Победы в Великой Отечественной войне 1941-1945 гг.»
- Медаль «60 лет Победы в Великой Отечественной войне 1941—1945 гг.»
- Медаль «65 лет Победы в Великой Отечественной войне 1941—1945 гг.»
- Медаль «В память 1000-летия Казани»
- Медаль «Ветеран труда»
- Медаль «50 лет Вооружённых Сил СССР»
- Медаль «60 лет Вооружённых Сил СССР»
- Медаль «70 лет Вооружённых Сил СССР»
- Медаль «В память 1500-летия Киева»